# Trité
Trité est une société de production et de distribution cinématographique russe fondée par le réalisateur Nikita Mikhalkov en 1987. Le nom signifiant en russe "les trois T", est un acronyme de Tvortchestvo [Créativité], Tovarichtchestvo [Fraternité] et Troud [Travail]. Le logo de la société représente un ours tenant trois lettres T superposées. 